# Myllysaari (ö i Mellersta Finland, Äänekoski)
Myllysaari är en ö i södra delen av sjön Keitele i Finland. Den ligger i sjön Sumiainen och i kommunen Äänekoski i den ekonomiska regionen  Äänekoski  och landskapet Mellersta Finland, i den centrala delen av landet, 280 km norr om huvudstaden Helsingfors. Öns area är 5,7 hektar och dess största längd är 400 meter i sydväst-nordöstlig riktning.